# Die wirtschaftliche Neuordnung Europas

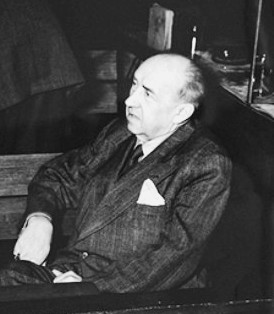
Walther Funk (1890–1960), ehemaliger Reichswirtschaftsminister und Präsident der Reichsbank, als Angeklagter bei den Nürnberger Prozessen

Die wirtschaftliche Neuordnung Europas, von einzelnen Historikern kurz als Funk-Plan bezeichnet, ist der Titel einer Rede Walther Funks vom 25. Juli 1940. Als Reichswirtschaftsminister und Präsident der Deutschen Reichsbank legte er vor Journalisten seine Vorstellungen über die ökonomische Neustrukturierung Europas dar, wobei er den militärischen Sieg des Deutschen Reichs und eine Friedensordnung voraussetzte.

## Ziele
Leitziel Funks war die Gewährleistung einer möglichst hohen Sicherheit und Stabilität im möglichst reibungslosen Güteraustausch, verbunden mit einer Intensivierung des Handels, was zu einem Wachstum des Wohlstands führen werde. Dabei stand das "Großdeutsche Reich" an oberster Stelle: "Die kommende Friedenswirtschaft muß dem Großdeutschen Reich ein Maximum an wirtschaftlicher Sicherheit garantieren und dem deutschen Volke ein Maximum an Güterverbrauch zur Erhöhung der Volkswohlfahrt. Auf dieses Ziel ist die europäische Wirtschaft auszurichten." Dabei sei er aber überzeugt, dass von "unseren Methoden" nicht nur die "großdeutsche Wirtschaft", sondern auch alle Wirtschaften Europas, die mit Deutschland auf Grund der natürlichen Grundlagen in engen Handelsbeziehungen stehen, Nutzen haben würden.
Zu diesem Zweck sollte ein festgelegter und langfristig stabiler Wechselkurs der Währungen festgesetzt werden, die Währungen sollten vom Goldpreis entkoppelt werden, da dieser nicht kontrollierbar sei. Als Grundlage für die europäischen Währungen werde das Gold in Zukunft keine Rolle mehr spielen, denn die Währung sei nicht abhängig von ihrer Deckung, „sondern sie ist abhängig von dem Wert, den ihr der Staat, d. h. in diesem Falle die vom Staate geregelte Wirtschaftsordnung, gibt.“
Der Handel zwischen den Ländern dieses Verbunds sollte mithilfe eines Clearingsystems abgerechnet werden, das die Binnen-Exporte unter festgesetzten Preisen der einzelnen Güter mit den Binnen-Importen gegenrechnen sollte.
Weitere Ziele erläuterte Funks Staatssekretär Gustav Schlotterer am 24. Juli 1940 auf einer Pressekonferenz des Ministeriums:
„An lebenswichtigen Produkten muß so viel wie möglich in Deutschland und in dem von Deutschland beherrschten Wirtschaftsraum Europa erzeugt werden. … Unser Ziel ist es, den Wirtschaftsverkehr und den Warenaustausch immer mehr auf Deutschland hinzulenken. Alle Waren müssen über den deutschen Markt laufen. Damit erhalten wir genaue Kontrolle. Im übrigen müssen auch die Wirtschaften unserer Handelspartner privatwirtschaftlich so mit den deutschen Interessen verflochten werden, daß diese Staaten, selbst wenn sie wollen, aus diesen Bindungen und Abhängigkeiten nicht mehr herauskommen. (…) Im einzelnen müssen wir in folgende Unternehmungen hineingehen: Im Südosten bei Getreide, in Norwegen und Jugoslawien bei Metallen, in Rumänien beim Öl (…).“

## Umsetzung
Auf dieser Basis organisierte Staatssekretär Gustav Schlotterer 1940 den nach ihm benannten Schlotterer-Ausschuss von 1940, in dem 24 Spitzenvertreter der exportorientierten deutschen Großindustrie sich mit Industriellen und Bankenvertretern aus den Benelux-Staaten austauschten. Sie einigten sich darauf, dass der innereuropäische Handel von Zoll- und Währungsgefällen befreit und das Ruhrgebiet mit Nordfrankreich und den Benelux-Ländern zu einem „natürlichen Wirtschaftsraum“ zusammengeschlossen werden solle. Grundlage dessen sollte ein privatwirtschaftlich zu organisierendes Produktionskartell unter staatlicher Aufsicht sein, das Schlotterer als „wirtschaftliches Paneuropa“ bezeichnete.

## Rezeption
Dieter Suhr und Georg Zoche im deutschen Sprachraum sowie mehrere Autoren im englischen sehen in Walther Funks Konzeption einer Leitwährung und Clearingstelle den Anstoß für Keynes’ Vorschlag einer „Clearing-Union“ mit dem Ziel einer Neugestaltung der Weltwährungsordnung und zur dauerhaften Lösung des internationalen Liquiditätsproblems. Keynes habe trotz heftiger Kritik in seiner Heimat grundlegende Gedanken Funks übernommen, diese seien teilweise in den Keynes-Plan eingegangen, der in den Bretton Woods-Verhandlungen diskutiert worden sei. Joseph Gold vom International Monetary Fund stellt dar, Funks im Rundfunk verbreitete Ideen seien für Keynes großteils so überzeugend gewesen, dass er vieles davon übernommen hätte, wenn man für den Namen Deutschland Groß-Britannien eingesetzt hätte. Keynes habe es abgelehnt, Funks Theorie durch ein Lob des Goldstandards lächerlich zu machen, den er für falsch hielt; er habe sich entschieden, lediglich die Glaubwürdigkeit Funks in Zweifel zu ziehen. Er soll geäußert haben: 
If Funk's plan is taken at its face value, it is excellent and just what we ourselves ought to be thinking of doing.
Wenn man Funks Plan für bare Münze nimmt, ist er hervorragend und genau das, was wir selbst zu tun gedenken sollten.
Gemeint waren damit feste Wechselkurse, strenge staatliche Kontrollen des Kapitalverkehrs (capital controls) und der freie Handel.